# 대한민국 제21대 국회의원 선거 더불어시민당 후보 목록
다음은 대한민국 제21대 국회의원 선거 더불어시민당 후보 목록이다.

## 비례대표
2020년 3월 14일 기준으로, 더불어민주당이 비례대표 후보 순번을 확정하였고 3월 17일에 시민을위하여과 비례연합정당 협약에 서명하였다. 기본소득당, 시대전환, 가자환경당, 가자!평화인권당 4당들도 3월 17일에 시민을위하여에 참여하기로 확정했다. 3월 23일 기준으로, 기본소득당, 시대전환, 시민사회 추천인사, 더불어민주당에서 더불어시민당 비례대표에 참가가 확정되었다.
| 순번 | 후보자   | 본래 정당    | 경력                                                  |
| ---- | -------- | ------------ | ----------------------------------------------------- |
| 1    | 신현영   |              | 전 대한의사협회 홍보이사 겸 대변인                    |
| 2    | 김경만   |              | 중소기업중앙회 경제정책본부장                         |
| 3    | 권인숙   |              | 한국여성정책연구원 원장                               |
| 4    | 이동주   |              | 한국중소상인자영업자총연합회 부회장                   |
| 5    | 용혜인   | 기본소득당   | 전 기본소득당 대표                                    |
| 6    | 조정훈   | 시대전환     | 전 시대전환 공동대표                                  |
| 7    | 윤미향   |              | 일본군성노예제 문제 해결을 위한 정의기억연대 이사장   |
| 8    | 정필모   |              | 전 한국방송공사(KBS) 부사장                           |
| 9    | 양이원영 |              | 에너지전환포험 사무처장                               |
| 10   | 유정주   |              | 한국애니메이션산업협회 회장                           |
| 11   | 최혜영   | 더불어민주당 | 강동대학교 사회복지행정과 교수                        |
| 12   | 김병주   | 더불어민주당 | 전 한미연합사 부사령관                                |
| 13   | 이수진   | 더불어민주당 | 전 더불어민주당 최고위원                              |
| 14   | 김홍걸   | 더불어민주당 | 민족화해협력범국민협의회 위원장, 김대중 전 대통령 3남 |
| 15   | 양정숙   | 더불어민주당 | 대한변호사협회 인권위원                               |
| 16   | 전용기   | 더불어민주당 | 전 더불어민주당 전국대학생위원장                      |
| 17   | 양경숙   | 더불어민주당 | 한국재정정책연구원장                                  |
| 18   | 이경수   | 더불어민주당 | 전 ITER 국제기구 부총장                               |
| 19   | 정종숙   | 더불어민주당 | 전 중앙당 정책위원회 부의장                           |
| 20   | 정지영   | 더불어민주당 | 더불어민주당 서울특별시당 사무처장                    |
| 21   | 이소현   | 더불어민주당 | 대한항공 객실승무원                                   |
| 22   | 권지웅   | 더불어민주당 | 전 민달팽이유니온 위원장                              |
| 23   | 박명숙   | 더불어민주당 | 대한약사회 정책기획단장                               |
| 24   | 이상이   | 더불어민주당 | 복지국가소사이어티 공동대표                           |
| 25   | 강경숙   | 더불어민주당 | 원광대학교 교수                                       |
| 26   | 정우식   | 더불어민주당 | 한국태양광산업협회 상근부회장                         |
| 27   | 백혜숙   | 더불어민주당 | 서울시농수산식품공사 전문위원                         |
| 28   | 김상민   | 더불어민주당 | 전북 농어민위원회 위원장                              |
| 29   | 박은수   | 더불어민주당 | 전 더불어민주당 전국대학생위원회 부위원장             |
| 30   | 최희용   | 더불어민주당 | 전 참여자치21 공동대표                                |

## 같이 보기
- 대한민국 제21대 국회의원 선거
- 대한민국 제21대 국회의원 선거 더불어민주당 후보 목록

- 대한민국 제21대 국회의원 선거 더불어민주당 결과